# أوبا لوكا
اوبا لوكا (بالإنجليزية: Opa-locka)‏ هي مدينة أمريكية تقع في ولاية فلوريدا. تبلغ مساحة هذه المدينة 11.6 (كم²)،ويبلغ عدد سكانها 15376 نسمة حسب إحصاء سنة 2010 م 15376.تشير إحصاءات سنة 2000م بأن الكثافة السكانية في هذه المدينة تقدر بـ(1333.2) نسمة/كم2 

## أعلام
- رينيه جونز
- فلو رايدا
- كوينتون اندروز
- لويد براون
- هاري واين كيسي
- راندال بيلي